# Stjepan Andrijašević
Stjepan Andrijašević (Split, Yugoslavia, 7 de febrero de 1967) es un exfutbolista croata, se desempeñaba como centrocampista y se retiró jugando para el Rayo Vallecano. Ha sido internacional con la selección de fútbol de Croacia en 5 ocasiones. Actualmente es el asistente del entrenador del Hajduk Split.

## Clubes
| Club             | País       | Años        | Partidos | Goles |
| ---------------- | ---------- | ----------- | -------- | ----- |
| Hajduk Split     | Yugoslavia | 1983 - 1992 | 101      | 21    |
| AS Mónaco        | Mónaco     | 1992 - 1993 | 7        | 1     |
| Hajduk Split     | Croacia    | 1993        | 6        | 1     |
| RC Celta de Vigo | España     | 1993 - 1994 | 25       | 9     |
| Hajduk Split     | Croacia    | 1994 - 1995 | 11       | 4     |
| Rayo Vallecano   | España     | 1995 - 1998 | 48       | 10    |

## Palmarés
- Subcampeón de la Copa del Rey con el Real Celta en la temporada 1993/94.